# Component Object Model
Component Object Model (amb acrònim anglès COM) és un estàndard d'interfície binària per a components de programari introduït per Microsoft el 1993. S'utilitza per permetre la creació d'objectes de comunicació entre processos en una àmplia gamma de llenguatges de programació. COM és la base de diverses altres tecnologies i marcs de Microsoft, com ara OLE, OLE Automation, Browser Helper Object, ActiveX, COM+, DCOM, l'intèrpret d'ordres de Windows, DirectX, UMDF i Windows Runtime. L'essència de COM és una forma de llenguatge neutral d'implementar objectes que es poden utilitzar en entorns diferents d'aquell en què es van crear, fins i tot a través dels límits de la màquina. Per a components ben escrits, COM permet la reutilització d'objectes sense coneixement de la seva implementació interna, ja que obliga els implementadors de components a proporcionar interfícies ben definides que estan separades de la implementació. Les diferents semàntiques d'assignació dels llenguatges s'acomoden fent que els objectes siguin responsables de la seva pròpia creació i destrucció mitjançant el recompte de referències. La conversió de tipus entre diferents interfícies d'un objecte s'aconsegueix mitjançant el mètode QueryInterfac.El mètode preferit d'"herència" dins de COM és la creació de subobjectes als quals es deleguen "trucades" de mètode.
COM és una tecnologia d'interfície definida i implementada com a estàndard només a Microsoft Windows i la Core Foundation 1.3 d'Apple i la interfície de programació d'aplicacions (API) complementària posterior. Aquest últim només implementa un subconjunt de tota la interfície COM. Per a algunes aplicacions, COM ha estat substituït almenys fins a cert punt per Microsoft .NET i suport per a serveis web mitjançant la Windows Communication Foundation (WCF). Tanmateix, els objectes COM es poden utilitzar amb tots els fitxers . Idiomes NET mitjançant .NET COM Interop. DCOM en xarxa utilitza formats propietaris binaris, mentre que WCF fomenta l'ús de missatgeria SOAP basada en XML. COM és molt similar a altres tecnologies d'interfície de programari de components, com CORBA i Enterprise JavaBeans, encara que cadascuna té els seus propis punts forts i febles. A diferència de C++, COM proporciona una interfície binària d'aplicació (ABI) estable que no canvia entre les versions del compilador. Això fa que les interfícies COM siguin atractives per a les biblioteques C++ orientades a objectes que han de ser utilitzades pels clients compilats amb diferents versions del compilador.